# Teurajärvi (sjö i Tammela, Egentliga Tavastland)
Teurajärvi är en sjö i kommunen Tammela i landskapet Egentliga Tavastland i Finland. Sjön ligger 123,1 meter över havet. Arean är 33 hektar och strandlinjen är 3,65 kilometer lång. Sjön  ingår i Kumo älvs huvudavrinningsområde.   Den ligger omkring 34 km väster om Tavastehus och omkring 100 km nordväst om Helsingfors. 